# Туманність Равлик
Туманність Равлик (Helix Nebula, NGC 7293, інші позначення — PK 36-57.1, ESO 602-PN22) — планетарна туманність у сузір'ї Водолія. 
Відкривачем є Карл Гардінг (англ. Harding Karl Ludwig) , який вперше спостерігав за об'єктом 1824 року.
Цей об'єкт міститься в оригінальній редакції нового загального каталогу.
У зв'язку з характерним видом користувачі Інтернету і журналісти охрестили цей космічний об'єкт як «Око Бога». Його фотографія була «астрономічної картинкою дня НАСА» 10 травня 2003 року.

## Основна інформація
Туманність «Равлик» зародилася завдяки закінченню «життєвого шляху» зорі головної послідовності, подібної до Сонця. Зараз на її місці залишився лише білий карлик.
Туманність перебуває на відстані 650 світлових років від Сонця і охоплює область простору в 2,5 світлових роки. Завдяки камері ACS, встановленій на космічному телескопі «Габбл», і даним спостережень Національної обсерваторії Кітт-Пік, вдалося встановити, що швидкість розширення туманності складає 31 км/с. На основі цього визначено вік туманності - 10 600 років.

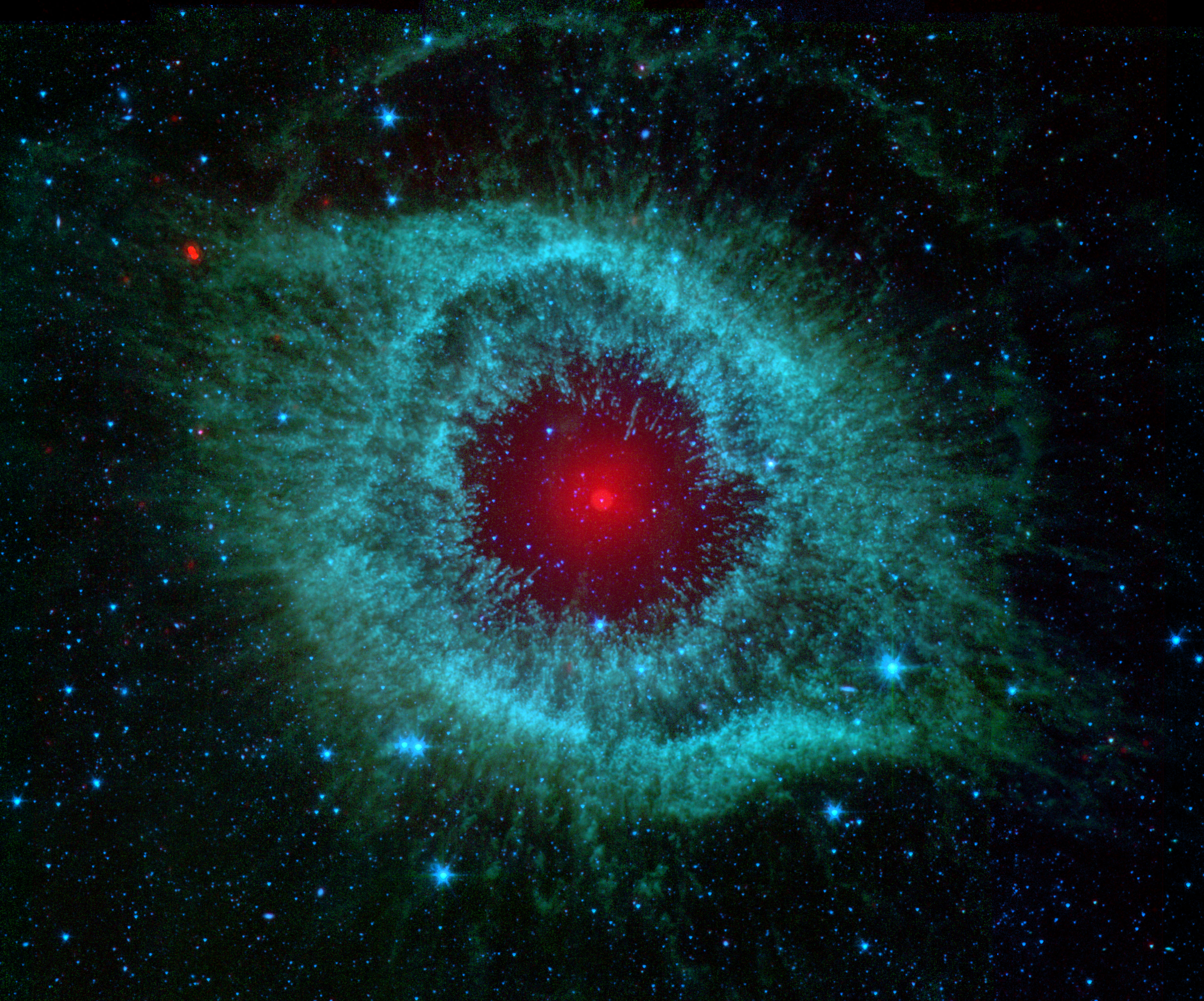
Зображення в інфрачервоному діапазоні, отримане за допомогою космічного телескопа «Спітцер»